# Graphosia margaritacea
Graphosia margaritacea är en fjärilsart som beskrevs av Rothschild 1912. Graphosia margaritacea ingår i släktet Graphosia och familjen björnspinnare. Inga underarter finns listade i Catalogue of Life.